# Brachyhesma matarankae
Brachyhesma matarankae är en biart som beskrevs av Exley 1977. Brachyhesma matarankae ingår i släktet Brachyhesma och familjen korttungebin. Inga underarter finns listade.

## Bildgalleri

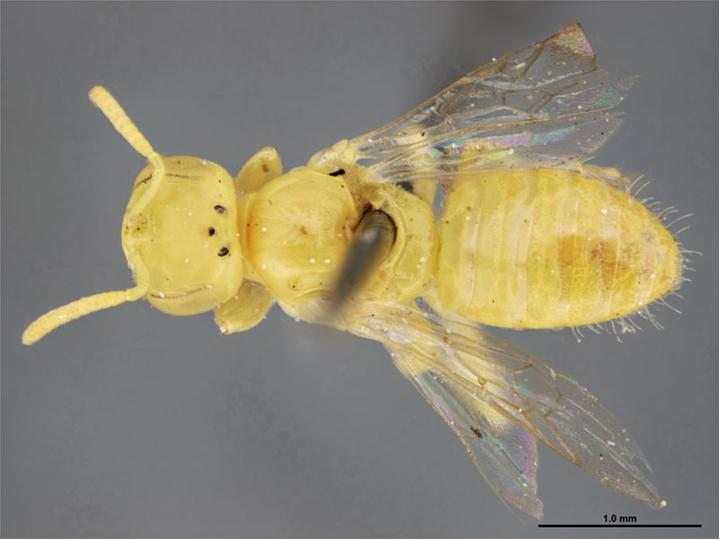